# Christa Dichgans
Christa Dichgans (Berlim, 6 de abril de 1940 — Berlim, 14 de julho de 2018) foi uma pintora e artista gráfica alemã, associada ao movimento Pop Art.

## Biografia
Dichgans nasceu em Berlim, na Alemanha, em 1940 e estudou pintura na Hochschule der Künste, em Berlim e na Fundação Académica Nacional Alemã (Studienstiftung des Deutschen Volkes).
Em 1966 recebeu uma bolsa da Fundação Académica Nacional Alemã e mudou-se para Nova York, regressando à Europa para morar em Roma no ano seguinte. A partir de 1972 viveu em Berlim e La Haute Carpénée, no sul da França. Entre 1984 e 1988, trabalhou como assistente de Georg Baselitz na Hochschule der Künste, Berlim.
Dichgans faleceu em 2018, em Berlim.

## Coleções públicas
O seu trabalho encontra-se em exposição em várias colecções públicas, incluindo:
- Kirchliches Museen Würzburg
- Kunstmuseum Bonn
- Kunstverein Schloß Wertingen
- Neue Nationalgalerie. Berlim
- Sammlung des Deutschen Bundestages, Berlim
- Städtische Galerie Viersen